# 第11空軍 (アメリカ軍)
第11空軍(Eleventh Air Force,11AF)はアメリカ空軍における航空軍の1つ。太平洋空軍傘下の部隊であり、アラスカ州エルメンドルフ空軍基地に司令部が所在する。司令官職は中将をもって充てるポストとされており、第11空軍司令官はアラスカ軍司令官を兼ねている。

## 概要
アラスカ州はアメリカ北方軍の担当区域であるが、アメリカ太平洋軍のサブコマンドである統合部隊アラスカ軍(Alaskan Command,ALCOM)の部隊が展開している。
第11空軍は部隊管理として太平洋空軍の指示を受け、通常は太平洋軍/アラスカ軍の作戦指揮を受ける。災害救援や合衆国本土防衛/安全保障事案の際はアメリカ北方軍アラスカ統合任務部隊の作戦指揮を受け、文民機関と協力して対処にあたる。
2008年現在、2個航空団を基幹戦力としており、状況に応じアラスカ空軍州兵の2個航空団の増援を受ける。

## 部隊
- 第3航空団（英語版）：エルメンドルフ空軍基地所在。混成航空団であり、戦闘機・輸送機・早期警戒管制機の5個飛行隊を基幹としている。
- 第354戦闘航空団（英語版）：アイルソン空軍基地所在。F-16を運用している。
- 第611航空作戦センター(611th Air and Space Operations Center)：エルメンドルフ空軍基地所在。航空作戦の運用支援。
- 第611航空支援群(611th Air Support Group)：エルメンドルフ空軍基地所在。機材の整備支援。
- ミサイル防衛小隊(Missile Defense Flight)：ミサイル防衛関連。

## 歴史
アラスカに航空戦力の展開が開始されたのは1940年下半期のことであった。
- 1941年5月 - アラスカ防衛軍団(Alaskan Defense Command)は航空部隊(Air Field Forces, Alaskan Defense Command)を設立するとアナウンス。
- 1941年10月 - 航空部隊(Air Field Forces)は空軍(Air Forces, Alaskan Defense Command)に改称、12月になると太平洋戦争が勃発。
- 1942年1月15日 - アラスカ空軍(Alaskan Air Force)と改称し、実働を開始。
- 1942年2月5日 - 第11空軍(11th Air Force)と再改称。
- 1942年6月 - アリューシャン方面の戦いが開始され、戦闘および爆撃の2個航空群を基幹とする第11空軍も日本軍との戦闘に投入される。
- 1943年7月11日 - アッツ島の戦い（同年5月）で奪回したアッツ島に設営した飛行場より千島列島の幌筵島へ向けB-24爆撃機7機、B-25爆撃機8機で出撃するも、目標発見できず占守島近くの海上に爆弾投棄した。幌筵島には日本海軍が零式水上偵察機を搭載する君川丸 (特設水上機母艦)や零式艦上戦闘機、二式水上戦闘機、零式水上観測機などを配置していたが、日本側は何も被害を受けなかったどころか初空襲自体に気付かなかった。

その後も1945年8月に日本が降伏するまで、長距離爆撃機などを用いて千島列島北部への偵察行動と空襲、輸送船などへの艦船攻撃を継続していく。
- 1945年12月18日 - アラスカ航空軍団(Alaskan Air Command)に改編、主要軍団の扱いとなる。

冷戦期においては、ソ連本土に最も近い地勢である事から、防空および早期警戒を主任務とし、爆撃機を運用する戦略航空軍団への支援も行っていた。最盛期には6個飛行隊に200機以上の戦闘機を擁していた。
- 1989年 - 統合軍編制のアラスカ軍が設立され、アラスカ航空軍団もその傘下に入る。

冷戦の終結に伴い、ソ連との緊張関係も薄れ、兵力も縮小される。
- 1990年8月9日 - 太平洋空軍傘下のサブコマンドとして第11空軍に再編された。

注：1946年から1948年にかけて上記とは別の第11空軍が防空軍団傘下にあった。
その後も前方展開基地の縮小などが行われている。